# Ochrotrichia
Ochrotrichia is een geslacht van schietmotten uit de familie Hydroptilidae.

## Soorten
Deze lijst van 178 stuks is mogelijk niet compleet.
- O. affinis J Bueno-Soria & RW Holzenthal, 2004
- O. alargada J Bueno-Soria & RW Holzenthal, 2004
- O. aldama (Mosely, 1937)
- O. alexanderi DG Denning & RL Blickle, 1972
- O. aliceae W Wichard, 2000
- O. alsea DG Denning & RL Blickle, 1972
- O. amorfa J Bueno-Soria & RW Holzenthal, 2004
- O. anisca (HH Ross, 1941)
- O. anomala J Bueno-Soria & S Santiago de Fragoso, 1997
- O. apalachicola Harris, Pescador & Rasmussen, 1998
- O. argentea OS Flint & RL Blickle, 1972
- O. arizonica DG Denning & RL Blickle, 1972
- O. arranca (Mosely, 1937)
- O. arriba J Bueno-Soria & S Santiago de Fragoso, 1997
- O. arva (HH Ross, 1941)
- O. assita J Bueno-Soria & RW Holzenthal, 2004
- O. attenuata OS Flint, 1972
- O. avicula J Bueno-Soria & RW Holzenthal, 2008
- O. avis J Bueno-Soria & RW Holzenthal, 1998
- O. ayaya L Botosaneanu, 1977
- O. baorucoensis OS Flint & JL Sykora, 2004
- O. bicaudata J Bueno-Soria & S Santiago de Fragoso, 1997
- O. bipartita OS Flint & J Bueno-Soria, 1999
- O. blanca J Bueno-Soria & S Santiago de Fragoso, 1997
- O. boquillas SR Moulton & SC Harris, 1997
- O. bractea J Bueno-Soria & RW Holzenthal, 2004
- O. brayi OS Flint, 1968
- O. brodzinskyi A Wells & W Wichard, 1989
- O. buccata DG Denning & RL Blickle, 1972
- O. burdicki DG Denning, 1989
- O. cachonera L Botosaneanu, 1995
- O. caimita OS Flint, 1972
- O. calcarata OS Flint & J Bueno-Soria, 1999
- O. caligula OS Flint, 1968
- O. campanilla OS Flint & J Bueno-Soria, 1999
- O. capitana HH Ross, 1944
- O. caramba L Botosaneanu, 1977
- O. catarina J Bueno-Soria & RW Holzenthal, 2004
- O. cavitectum L Botosaneanu, 1998
- O. cebollati EB Angrisano, 1995
- O. cieneguilla SC Harris & SR Moulton, 1993
- O. citra J Bueno-Soria & RW Holzenthal, 2004
- O. compacta J Bueno-Soria & RW Holzenthal, 2004
- O. concha J Bueno-Soria & S Santiago de Fragoso, 1992
- O. conformalis J Bueno-Soria & RW Holzenthal, 2008
- O. confusa (KJ Morton, 1905)
- O. contorta (HH Ross, 1941)
- O. contrerasi SC Harris & SR Moulton, 1993
- O. corneolus J Bueno-Soria & S Santiago de Fragoso, 1997
- O. crucecita J Bueno-Soria & S Santiago de Fragoso, 1997
- O. cruces OS Flint, 1967
- O. curvata J Bueno-Soria & RW Holzenthal, 2004
- O. cuspidata J Bueno-Soria & RW Holzenthal, 2004
- O. chaulioda A Wells & W Wichard, 1989
- O. chiapa DG Denning & RL Blickle, 1972
- O. dactylophora OS Flint, 1965
- O. dardeni SC Harris, 1986
- O. delgada J Bueno-Soria & RW Holzenthal, 2004
- O. denaia A Wells & W Wichard, 1989
- O. denningi RL Blickle & WJ Morse, 1957
- O. doehleri W Wichard, 1981
- O. dulce J Bueno-Soria & RW Holzenthal, 1998
- O. ecuatoriana J Bueno-Soria & S Santiago de Fragoso, 1992
- O. eliaga (HH Ross, 1941)
- O. elongiralla SC Harris, 1986
- O. escoba OS Flint, 1972
- O. eyipantla J Bueno-Soria & S Santiago de Fragoso, 1997
- O. felipe HH Ross, 1944
- O. filiforma OS Flint, 1972
- O. flagellata OS Flint, 1972
- O. flexura OS Flint & J Bueno-Soria, 1999
- O. flintiana K Kumanski, 1987
- O. footei JB Keiper & SC Harris, 2002
- O. glabra J Bueno-Soria & S Santiago de Fragoso, 1997
- O. graysoni CR Parker & JR Voshell, 1980
- O. guadalupensis SC Harris & SR Moulton, 1993
- O. gurneyi OS Flint, 1964
- O. hadria DG Denning & RL Blickle, 1972
- O. hamatilis Flint & Bueno-Soria, 1999
- O. hondurenia J Bueno-Soria & S Santiago de Fragoso, 1997
- O. honeyi RL Blickle & DG Denning, 1977
- O. ildria DG Denning & RL Blickle, 1972
- O. indefinida J Bueno-Soria & RW Holzenthal, 2004
- O. ingloria L Botosaneanu, 1995
- O. insularis Mosely, 1934
- O. intermedia OS Flint, 1972
- O. intortilis OS Flint & J Bueno-Soria, 1999
- O. involuta J Bueno-Soria & RW Holzenthal, 2004
- O. islenia L Botosaneanu, 1977
- O. ixcateopana J Bueno-Soria & S Santiago de Fragoso, 1997
- O. ixtlahuaca J Bueno-Soria & RW Holzenthal, 2004
- O. jolandae J Bueno-Soria & RW Holzenthal, 2008
- O. larimar OS Flint & JL Sykora, 2004
- O. leona J Bueno-Soria & RW Holzenthal, 2004
- O. limonensis OS Flint, 1981
- O. lobifera OS Flint, 1968
- O. logana (HH Ross, 1941)
- O. lometa (HH Ross, 1941)
- O. longispina J Bueno-Soria & RW Holzenthal, 2004
- O. lucia DG Denning & RL Blickle, 1972
- O. lupita J Bueno-Soria & S Santiago de Fragoso, 1997
- O. machiguenga OS Flint & J Bueno-Soria, 1999
- O. manuensis OS Flint & J Bueno-Soria, 1999
- O. marica OS Flint, 1964
- O. maya J Bueno-Soria & S Santiago de Fragoso, 1997
- O. maycoba J Bueno-Soria & S Santiago de Fragoso, 1997
- O. membrana J Bueno-Soria & RW Holzenthal, 1998
- O. mono (HH Ross, 1941)
- O. moselyi OS Flint, 1972
- O. nacora DG Denning & RL Blickle, 1972
- O. oblongata J Bueno-Soria & S Santiago de Fragoso, 1992
- O. obovata OS Flint & JL Sykora, 2004
- O. obtecta OS Flint & J Bueno-Soria, 1999
- O. okaloosa SC Harris, 1987
- O. okanoganensis OS Flint, 1965
- O. oregona (HH Ross, 1938)
- O. pacifica OS Flint, 1972
- O. palitla OS Flint, 1972
- O. palmata J Bueno-Soria & S Santiago de Fragoso, 1997
- O. panamensis OS Flint, 1972
- O. pectinata OS Flint, 1972
- O. pectinifera OS Flint, 1972
- O. phenosa HH Ross, 1947
- O. poblana J Bueno-Soria & S Santiago de Fragoso, 1997
- O. ponta OS Flint, 1968
- O. potomus DG Denning, 1948
- O. provosti RL Blickle, 1961
- O. puyana J Bueno-Soria & S Santiago de Fragoso, 1992
- O. quadrispina DG Denning & RL Blickle, 1972
- O. quasi J Bueno-Soria & RW Holzenthal, 2008
- O. quebrada J Bueno-Soria & RW Holzenthal, 1998
- O. quinealensis J Bueno-Soria & RW Holzenthal, 1998
- O. ramona J Bueno-Soria & RW Holzenthal, 1998
- O. raposa J Bueno-Soria & S Santiago de Fragoso, 1992
- O. regina J Bueno-Soria & S Santiago de Fragoso, 1997
- O. regiomontana J Bueno-Soria & RW Holzenthal, 2004
- O. riesi HH Ross, 1944
- O. robisoni KS Frazer & SC Harris, 1991
- O. rothi Denning & Blickle, 1972
- O. salaris RL Blickle & DG Denning, 1977
- O. seiba OS Flint & JL Sykora, 2004
- O. serra L Botosaneanu, 1991
- O. serrana J Bueno-Soria & S Santiago de Fragoso, 1997
- O. shawnee (HH Ross, 1938)
- O. silva J Bueno-Soria & RW Holzenthal, 1998
- O. spina J Bueno-Soria & RW Holzenthal, 2004
- O. spinosa (HH Ross, 1938)
- O. spinosissima OS Flint, 1964
- O. spinula J Bueno-Soria & RW Holzenthal, 2004
- O. spinulata Denning & Blickle, 1972
- O. stylata (HH Ross, 1938)
- O. susanae OS Flint & SJ Herrmann, 1976
- O. tagala OS Flint, 1972
- O. tarsalis (HA Hagen, 1861)
- O. tenanga (Mosely, 1937)
- O. tenuata RL Blickle & DG Denning, 1977
- O. transylvanica SC Harris & MA Floyd, 1997
- O. trapoiza HH Ross, 1947
- O. trinitatis OS Flint, 1996
- O. tuscaloosa SC Harris & RW Kelley, 1984
- O. unica J Bueno-Soria & S Santiago de Fragoso, 1992
- O. unicornia J Bueno-Soria & RW Holzenthal, 2004
- O. unio (HH Ross, 1941)
- O. velascoi J Bueno-Soria & S Santiago de Fragoso, 1997
- O. verbekei S Jacquemart, 1968
- O. verda OS Flint, 1968
- O. vertreesi Denning & Blickle, 1972
- O. vieja J Bueno-Soria & RW Holzenthal, 1998
- O. villarenia L Botosaneanu, 1980
- O. weddleae HH Ross, 1944
- O. weoka SC Harris, 1989
- O. wojcickyi RL Blickle, 1963
- O. xena (HH Ross, 1938)
- O. yanayacuana J Bueno-Soria & S Santiago de Fragoso, 1992
- O. yavesia J Bueno-Soria & RW Holzenthal, 2004
- O. yepachica SC Harris & SR Moulton, 1993
- O. zihuaquia J Bueno-Soria & S Santiago de Fragoso, 1997
- O. zioni Denning & Blickle, 1972